# My Absolute Darling
My Absolute Darling est un roman d'apprentissage de l'écrivain américain Gabriel Tallent publié aux États-Unis en 2017.
Le roman est traduit de l'américain par Laura Derajinski aux éditions Gallmeister en 2018.

## Résumé
Bien qu'elle ne soit âgée que de 14 ans, Turtle Alveston est douée d'un savoir-faire peu commun. Elle sait employer à bon escient chacune des nombreuses armes accrochées au mur de la maison. Elle peut en outre capturer un lapin, affûter une lame ou fabriquer une attelle. Son père l’aime plus que tout au monde et il a bien l'intention de la garder à ses côtés envers et contre tous. Jusqu’au jour où elle rencontre Jacob, un lycéen blagueur qu’elle intrigue et fascine à la fois. Poussée par cette amitié naissante, Turtle décide alors d’échapper à son père et plonge dans une aventure sans retour où elle mettra en jeu sa liberté et sa survie.

## Critiques
Le roman obtient un grand succès critique que ce soit aux États-Unis ou en France, ainsi que de nombreux prix littéraires, particulièrement en France, où il est salué par des médias reconnus, notamment Télérama et les Inrockuptibles. ActuaLitté en parle comme d'un « roman absolument fascinant ».
L'auteur américain Stephen King a qualifié le roman de « chef-d’œuvre ».

### Prix littéraires
- 2018 : Prix America[6]
- 2018 : Grand prix de l’héroïne Madame Figaro[7]
- 2018 : Prix Marianne/Un aller-retour dans le Noir à l'occasion du 10ème festival de littérature noire et policière[8],[9]
- 2019 : Prix Libr’à nous du meilleur roman étranger[10]
- 2019 : Prix Mystère de la critique du meilleur roman étranger
- 2019 : Prix Audiolib[11]